# Senecio polyadenus
Senecio polyadenus là một loài thực vật có hoa trong họ Cúc. Loài này được Hedberg miêu tả khoa học đầu tiên năm 1957.